# 莫霍克 (紐約州赫基默縣)
莫霍克（英語：Mohawk）是位於美國紐約州赫基默縣的村。

## 人口
根據2020年美國人口普查的數據，莫霍克的面積為2.34平方千米，當中陸地面積為2.27平方千米，而水域面積為0.07平方千米。當地共有人口2415人，而人口密度為每平方千米1,032人。